# Sakartvelos Sup'ertasi
La  Supercoppa di Georgia è una competizione calcistica consistente in un'unica gara a cui partecipano ogni anno la vincitrice del campionato nazionale e della coppa nazionale. La prima edizione avvenne nel 1996.
Se una squadra ha vinto entrambe le competizioni, allora partecipa la finalista perdente della coppa nazionale. Questo avvenne nel 1996 e nel 1997 e in entrambe le occasioni ad opera della Dinamo Tbilisi.

## Albo d'oro
| Anno        | Vincitore          | Risultato               | Finalista            |
| ----------- | ------------------ | ----------------------- | -------------------- |
| 1996        | Dinamo Tbilisi     | 4 - 0                   | Dinamo Batumi        |
| 1997        | Dinamo Tbilisi     | 4 - 1                   | Dinamo Batumi        |
| 1998        | Dinamo Batumi      | 2 - 1                   | Dinamo Tbilisi       |
| 1999        | Dinamo Tbilisi     | 1 - 0                   | T'orp'edo Kutaisi    |
| 2000 - 2004 | Non disputato      | Non disputato           | Non disputato        |
| 2005        | Dinamo Tbilisi     | 1 - 0                   | Lok’omot’ivi Tbilisi |
| 2006        | Ameri Tbilisi      | 1 - 0                   | Sioni Bolnisi        |
| 2007        | Ameri Tbilisi      | 4 - 1                   | Met'alurgi Rustavi   |
| 2008        | Dinamo Tbilisi     | 1 - 0                   | Zest'aponi           |
| 2009        | WIT Georgia        | 2 - 1 (dts)             | Dinamo Tbilisi       |
| 2010        | Met'alurgi Rustavi | 2 - 0                   | WIT Georgia          |
| 2011        | Zest'aponi         | 3 - 1                   | Gagra                |
| 2012        | Zest'aponi         | 2 - 2 (dts) 4 - 2 (dtr) | Dila Gori            |
| 2013        | Chik. Sachkhere    | 1 - 0                   | Dinamo Tbilisi       |
| 2014        | Dinamo Tbilisi     | 1 - 0                   | Chik. Sachkhere      |
| 2015        | Dinamo Tbilisi     | 1 - 0                   | Dila Gori            |
| 2016        | Non disputato      | Non disputato           | Non disputato        |
| 2017        | Samt'redia         | 2 - 1                   | T'orp'edo Kutaisi    |
| 2018        | T'orp'edo Kutaisi  | 2 - 1                   | Chik. Sachkhere      |
| 2019        | T'orp'edo Kutaisi  | 1 - 0                   | Saburtalo Tbilisi    |
| 2020        | Saburtalo Tbilisi  | 1 - 0                   | Dinamo Tbilisi       |
| 2021        | Dinamo Tbilisi     | 2 - 2 (dts) 5 - 4 (dtr) | Gagra                |
| 2022        | Dinamo Batumi      | 0 - 0 (dts) 7 - 6 (dtr) | Saburtalo Tbilisi    |
| 2023        | Dinamo Tbilisi     | 1 - 1 (dts) 4 - 3 (dtr) | Dinamo Batumi        |
| 2024        | T'orp'edo Kutaisi  | 2 - 1                   | Dinamo Tbilisi       |
| 2025        | Dila Gori          | 2 - 0                   | Spaeri               |

## Vittorie per club
Dal 2000 al 2004 e nel 2016 la competizione non è stata giocata.
| Club                 | Vittorie | Sconfitte | Anni Vittorie                                        | Anni Sconfitte               |
| -------------------- | -------- | --------- | ---------------------------------------------------- | ---------------------------- |
| Dinamo Tbilisi       | 9        | 5         | 1996, 1997, 1999, 2005, 2008, 2014, 2015, 2021, 2023 | 1998, 2009, 2013, 2020, 2024 |
| Dinamo Batumi        | 2        | 3         | 1998, 2022                                           | 1996, 1997, 2023             |
| T'orp'edo Kutaisi    | 3        | 2         | 2018, 2019, 2024                                     | 1999, 2017                   |
| Zest'aponi           | 2        | 1         | 2011, 2012                                           | 2008                         |
| Ameri Tbilisi        | 2        | 0         | 2006, 2007                                           | -                            |
| Chik. Sachkhere      | 1        | 2         | 2013                                                 | 2014, 2018                   |
| WIT Georgia          | 1        | 1         | 2009                                                 | 2010                         |
| Met'alurgi Rustavi   | 1        | 1         | 2010                                                 | 2007                         |
| Dila Gori            | 1        | 2         | 2025                                                 | 2012, 2015                   |
| Saburtalo Tbilisi    | 1        | 2         | 2020                                                 | 2019, 2022                   |
| Samt'redia           | 1        | -         | 2017                                                 | -                            |
| Gagra                | 0        | 2         | -                                                    | 2011, 2021                   |
| Lok’omot’ivi Tbilisi | 0        | 1         | -                                                    | 2005                         |
| Sioni Bolnisi        | 0        | 1         | -                                                    | 2006                         |
| Spaeri               | 0        | 1         | -                                                    | 2025                         |